# Objeto Hanny
Objeto Hanny o Hanny's Voorwerp (el segundo nombre, dado internacionalmente es una mezcla de idioma inglés e idioma neerlandés: en el primero de ambos Hanny's, «de Hanny», mientras que en neerlandés voorwerp se traduce como «cuerpo»; en conjunto: «cuerpo de Hanny») es el nombre dado a ciertos objetos astronómicos de aspecto gaseoso descubiertos a inicios del año 2008.

## Reseña histórica y características
Entre fines de 2007 y la primera mitad del año 2008 la astrónoma aficionada neerlandesa Hanny Van Arkel colaborando en el proyecto internacional GalaxyZoo [Zoológico Galáctico] y utilizando relativamente sencillos telescopios ópticos, observó un objeto que a primera vista parecía ser una nebulosa galáctica aunque, al contrario de las mismas, con un hueco central. Inicialmente fue catalogado como un objeto fantasma al no estar dentro de la clasificación ni expectativas de la astronomía.
A mayor resolución en el avistamiento presenta el aspecto de una nube gaseosa poco luminiscente con un área enrarecida o más oscura hacia su centro; se considera que la energía de los objetos Hanny procedería de cuásares apagados o que han dejado de ser visibles aunque remanentes de su luz continúan viajando por el espacio (y el tiempo) como una especie de eco de fotones, otra hipótesis probable supone que se trata de la luz y la radiación de un cuásar extinto reflejados por una muy pequeña galaxia.